# Derek Worlock
Derek Worlock est un ecclésiastique anglais de confession catholique, né le 4 février 1920 à Londres et décédé le 8 février 1996 à Liverpool d'un cancer du poumon. Il est ordonné évêque en 1965, et occupe successivement la tête du diocèse de Portsmouth et de l'archidiocèse de Liverpool.

## Formation et premiers postes
Derek Worlock est né dans une famille qui avait fourni de nombreux ecclésiastiques anglicans, mais ses propres parents se sont convertis au catholicisme. Ayant ressenti très tôt la vocation pour la prêtrise, il rejoint le petit séminaire St Edmund's de Ware en 1934, à l'âge de 14 ans, puis le grand séminaire d'Allen Hall (en). Il est ordonné prêtre le 3 juin 1944 par le cardinal Bernard Griffin dans sa cathédrale de Westminster.
Il passe quelques mois comme prêtre assistant à la paroisse Our Lady of Victories, dans l'ouest de Londres, alors que la ville est durement frappée par la guerre. En 1945, il est nommé secrétaire du cardinal Griffin. Il reprendra le même poste auprès de ses deux successeurs William Godfrey et John Carmel Heenan, pendant une période de dix-neuf ans.
Durant toute la durée du concile Vatican II, de 1962 à 1965, Derek Worlock accompagne les évêques anglais et écossais pour lesquels il tient le rôle de secrétaire. Il a également un rôle d'expert (peritus) sur la question du laïcat. Il tient quotidiennement un journal du déroulement du concile, ce qui lui fournira la matière d'un ouvrage publié en 1965.
En 1964, l'archevêque Heenan nomme Derek Worlock dans la paroisse St Mary and St Michael de Stepney, en vue de lui permettre d'acquérir une expérience pastorale plus complète. Il y passe dix-huit mois, tout en poursuivant son travail auprès des pères conciliaires.

## Évêque de Portsmouth
Le 18 octobre 1965, Derek Worlock est nommé par le pape Paul VI évêque de Portsmouth, premier évêque nommé après le concile. Son ordination épiscopale se déroule le 21 décembre suivant, dans la cathédrale Saint-Jean-l'Évangéliste de Portsmouth, avec pour consécrateur principal le cardinal Heenan, assisté des évêques de Nottingham Mgr Ellis (en) et d'Antigonish (au Canada) Mgr Power.
Parallèlement à son travail pastoral en diocèse, le nouvel évêque prend régulièrement part aux sessions plénières du conseil pontifical pour les laïcs créé en 1976, et dont la langue de travail est l'anglais, la seule d'ailleurs qu'il maîtrise. Il y intervient notamment en 1968 lorsque l'encyclique Humanae vitae du pape Paul VI reçoit un mauvais accueil à cause de sa position sur la contraception artificielle. Il infléchit les réactions du pape, lui faisant remarquer que les objections proviennent plus de catholiques consciencieux préoccupés de la crédibilité de l'Église que de rebelles. En 1973, il pousse à un changement de thème pour le synode des évêques prévu sur le mariage, pour ne pas rouvrir les plaies laissées par le débat sur l'encyclique, et incite le pape à adopter le thème plus positif de l'évangélisation.
Sous son épiscopat, trente nouvelles églises sont bâties dans le diocèse de Portsmouth.

## Archevêque de Liverpool
En février 1976, Mgr Worlock est nommé archevêque de Liverpool par le pape Paul VI pour prendre la succession de Mgr Beck qui avait présenté sa démission prématurément (à 71 ans) pour raisons de santé. Le nouvel archevêque est installé dans la cathédrale métropolitaine de Liverpool le 19 mars suivant. 

### La collaboration avec David Sheppard

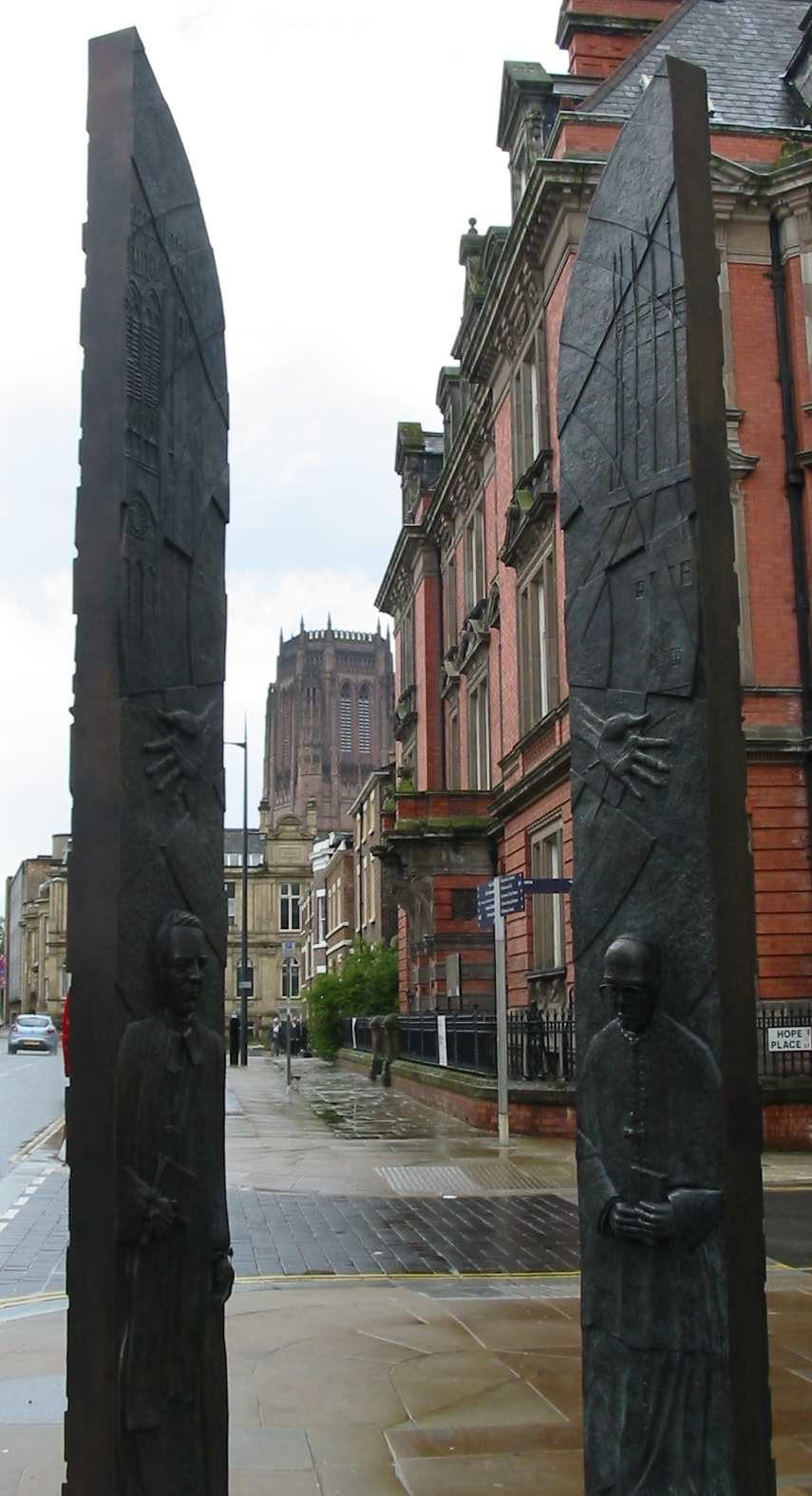
La Sheppard-Worlock statue

Une des particularités les plus remarquables du mandat de l'archevêque est sa collaboration intime avec l'évêque anglican de Liverpool David Sheppard pour réconcilier leurs communautés respectives, héritières de cent cinquante ans d'animosité réciproque, et les amener à coopérer. Les deux évêques, qui partagent les mêmes préoccupations sociales, n'hésitent pas à préparer leurs homélies en commun et à les prêcher ensemble. Ils interviennent également ensemble dans les médias. Ils recevront ainsi le sobriquet de fish and chips pour indiquer qu'ils étaient toujours ensemble, et jamais hors des journaux. 
Le couronnement de ce travail de réconciliation sera la visite du pape Jean-Paul II en 1982, considérée comme un triomphe et le signe éclatant du rapprochement entre les communautés. Le pape participe à la prière dans la cathédrale anglicane avant de célébrer la messe dans la cathédrale métropolitaine,.
La collaboration fructueuse des deux évêques, qualifiée de « miracle de la Mersey », a été saluée en 2008 par l'érection d'une statue en leur honneur : la Sheppard-Worlock Statue (en). Dans ce monument, érigé à mi-course de la Hope Street qui relie les deux cathédrales, les deux prélats sont représentés face à face sur deux panneaux de bronze évoquant les battants d'une porte ouverte.

### De fortes préoccupations sociales
Durant tout son épiscopat à Liverpool, Mgr Worlock puise très régulièrement dans la doctrine sociale de l'Église, qu'il qualifie de « secret le mieux gardé de l'Église » et qu'il cherche à vulgariser. En collaboration avec David Sheppard et d'autres chefs religieux, il n'hésite pas à attaquer de front les problèmes sociaux créés par les changements radicaux introduits sous la direction de Margaret Thatcher, sur les questions du logement, du chômage... Cela lui vaudra parfois une étiquette de dangereux radical auprès des cercles gouvernementaux.
Un des moments marquants de cette période est une série d'émeutes dans le quartier déshérité de Toxteth, en 1981, déclenchées par une arrestation musclée sur fond de tensions sociales et raciales. Derek Worlock lance avec son confrère anglican un appel au calme et à libérer les rues. Ils entreprennent ensuite un large travail de réconciliation. Mgr Worlock demande au premier ministre de créer un poste au sein du gouvernement pour un secrétaire d'état chargé du Merseyside ; il est exaucé quand Michael Heseltine est nommé à ce poste.

## Œuvres (en anglais)
- English Bishops at the Council: The third session of Vatican II, 1965, Burns & Oates, 184 pages
- Turn and Turn Again: An Anthology for Today, 1971, Sheet Ward, 256 pages,  (ISBN 978-0722006153)
- Give Me Your Hand, 1977, St Pauls, 200 pages,  (ISBN 978-0854391332)
- avec David Sheppard, , Better together: Christian Partnership in a Hurt City, Hodder & Stoughton, 1989, 336 pages,  (ISBN 978-0140118018)
- avec David Sheppard, With Christ in the Wilderness: Following Lent Together, Bible Reading, 160 pages, 1990,  (ISBN 978-0900164842)
- Bread Upon the Waters, Hyperion Books, 164 pages, 1991,  (ISBN 978-0854393947)
- avec David Sheppard, With Hope in Our Hearts, Hodder & Stoughton, 1995, 122 pages,  (ISBN 978-0340642771)

## Sources
- (en) Nécrologie sur le site de The Independent, 9 février 1996
- (en) Biographie sur le site de l'archidiocèse de Liverpool